# كالويان ستويانوف
كالويان ستويانوف هو لاعب كرة قدم بلغاري في مركز الهجوم، ولد في 2 نوفمبر 1986 في بلاغويفغراد في بلغاريا. لعب مع بيرين بلاغويفغراد.

## وصلات خارجية
- كالويان ستويانوف على موقع قاعدة بيانات كرة القدم.إي يو (الإنجليزية)
- كالويان ستويانوف على موقع Soccerway.com (الإنجليزية)